# بني أباد (باقران)
بني أباد (بالفارسية: بنی‌آباد) هي مستوطنة تقع في إيران في قسم باقران الريفي. يقدر عدد سكانها بـ 37 نسمة .